# Walter Baumgartner (Hörspielregisseur)

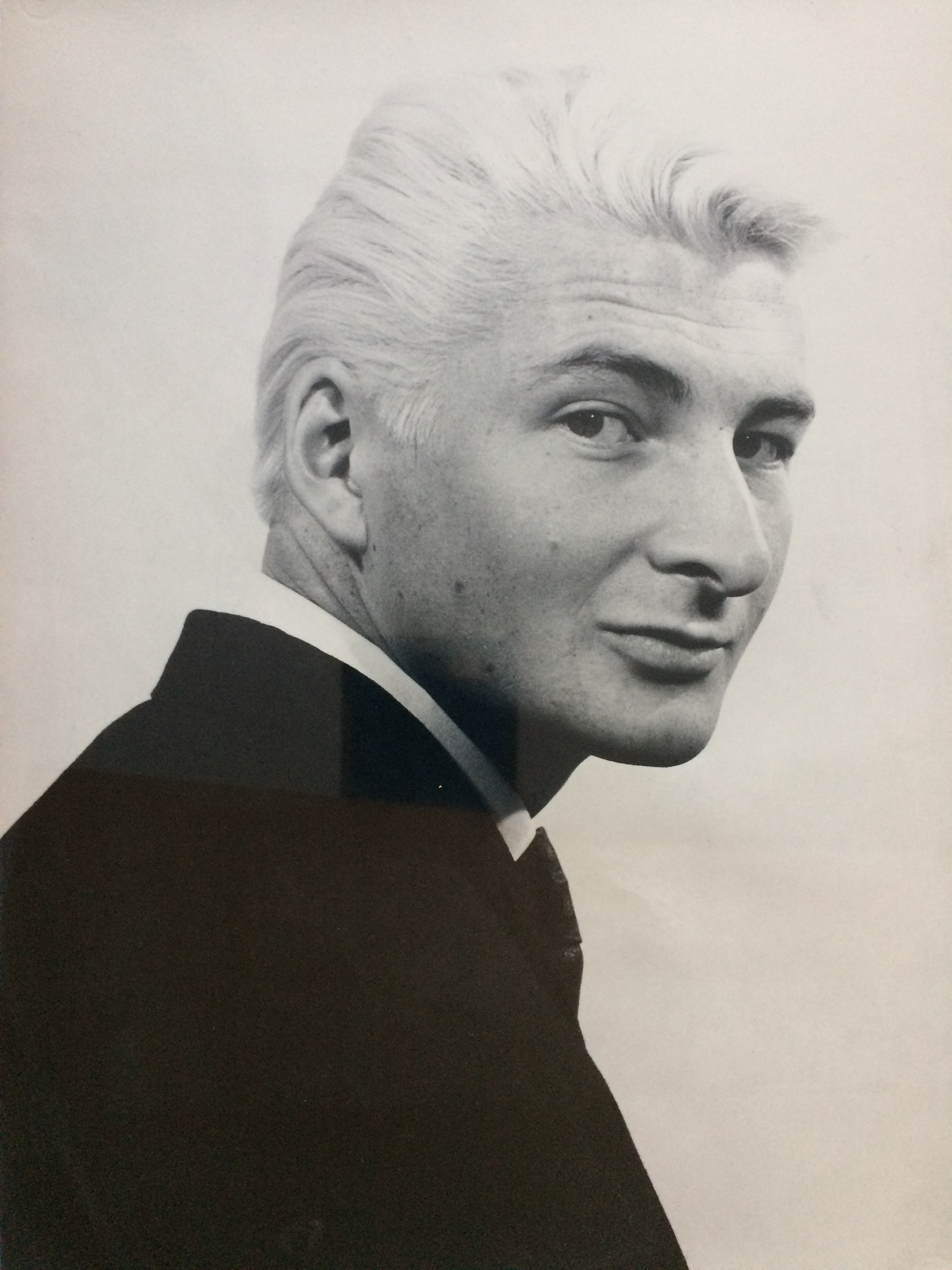
Walter Baumgartner, Schauspieler 1960

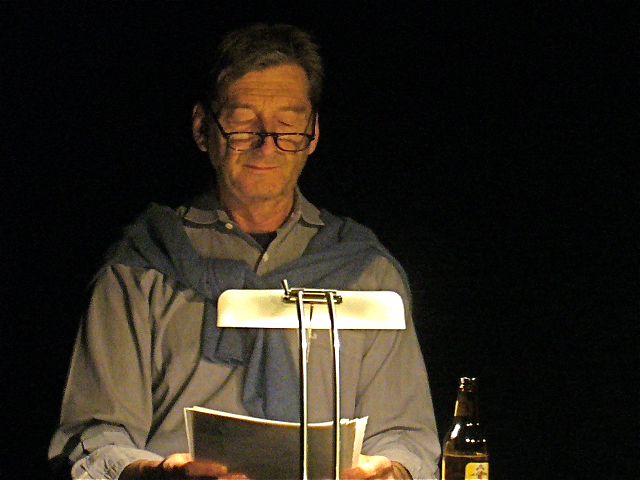
Walter Baumgartner, Lesung «Geliebter Lügner», 2001

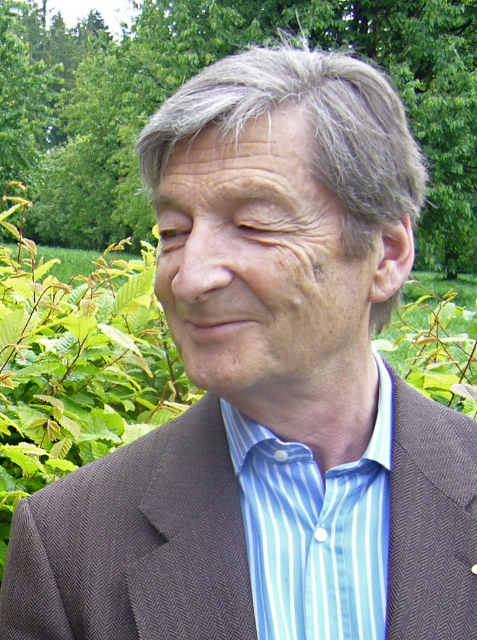
Walter Baumgartner, 2012

Walter Baumgartner (* 19. September 1936 in Zürich) ist ein Schweizer Schauspieler, Hörspielregisseur und Autor.

## Leben
Walter Baumgartner, aufgewachsen in der Stadt Zürich, besuchte die Kantonale Handelsschule Zürich als eigenständige Abteilung der Kantonsschule Zürich und schloss diese mit Diplom ab. Er absolvierte die Schauspielschule Zürich und beendete seine Ausbildung als Schauspieler in Berlin. Danach war er für eine Spielzeit am Jungen Theater Göttingen. Von 1961 bis 1969 arbeitete er als Regieassistent beim Sender Freies Berlin und unterrichtete während zehn Semestern als Lehrbeauftragter an der Berliner Max-Reinhardt-Schule. 1969/70 war er am Schauspielhaus Zürich tätig.
Danach bis zu seiner Pensionierung Ende der 1990er Jahre zeichnete Baumgartner als Regisseur und Dramaturg beim Hörspiel DRS, heute SRF. Er inszenierte Werke vieler Schweizer Autoren wie Jürg Amann, Alfred Blatter, Rainer Bressler, Eva Brunner, Anne Cuneo, Walter Matthias Diggelmann, Fritz Gafner, Hans Peter Gansner, Beat Hirt, Rudolf Jakob Humm, Jürgmeier, Markus Kägi, Walther Kauer, Alberto Nessi, Klara Obermüller, Hansjörg Schertenleib, Jörg Schneider, Gerold Späth, Beat Sterchi, Hans Suter, Hans Peter Treichler, Werner Wiedenmeier, Peter Zeindler, Emil Zopfi u. a. Im Verlauf von vier Jahrzehnten realisierte Baumgartner rund 120 Hörspiele. Immer wieder übernahm er auch wichtige Rollen als Schauspieler. Zudem produzierte der Hörspielregisseur mehr als ein Dutzend eigener Radio-Features.
Für seine erste Dokumentarsendung «Wo liegt Derborence», inspiriert durch den Roman Derborence von C. F. Ramuz, wurde Baumgartner 1983 mit dem Berner Radiopreis ausgezeichnet. Ab Anfang der 1980er Jahre wirkte er als Juror bei wichtigen Preisverleihungen. Ausserhalb seiner Tätigkeit beim Radio realisierte er Autorenlesungen als abendfüllende Programme mit Texten bekannter Schriftsteller. Seit seiner Pensionierung schreibt er Kurzgeschichten sowie Märchen für Kinder und Erwachsene. Für die Sängerin Brigitte Wullimann schrieb er Texte für Folklore, Jazz und Chansons, die der Komponist Andreas Schaerer vertonte.

## Werke

### Hörspielregie (Auswahl)
- 1971: Sie kennen unsere Methoden nicht. Hörspiel von Walter Matthias Diggelmann
- 1972: Robespierre spielt Gott. Hörspiel von Rudolf Jakob Humm
- 1972: Kleine Satzzeichenlehre. Hörspiel von Gert Hofmann
- 1974: König Meier de Tuusigscht, oder de Undergang vom Tuurteland. Es Chaschperschtuck für die Grosse. Hörspiel von Jörg Schneider
- 1974: Der Verdacht. Hörspiel von Rudolf Jakob Humm
- 1975: Abträtte. Hörspiel von Friedrich Zauner
- 1975: Le piano du pauvre. Hörspiel von Anne Cuneo
- 1975: S Spaarheft. Hörspiel von Walther Kauer
- 1976: Ellenore. Hörspiel von Rudolf Jakob Humm
- 1976: Was schafft din Vatter? Hörspiel von Michael Scharang
- 1977: Cagnosciat tü quel payset – Kennst Du dieses Ländchen? [Bergell]. Hörspiel von Walther Kauer
- 1978: S «Schpaarbuech». Hörspiel von Walther Kauer
- 1978: Die vergoldete Nuss. Hörspiel von Rudolf Jakob Humm
- 1978: Ausbrechen. Hörspiel von Peter Zeindler
- 1978: En Schtaat suecht en Mörder. Dialekt-Hörspiel von Walther Kauer
- 1978: Für Glück gibt es keine Garantie. Hörspiel von Klara Obermüller
- 1979: De Jugedhuusleiter. Mundarthörspiel von Jürgmeier
- 1979: Auf der Überführung. Hörspiel von Alberto Nessi
- 1980: Der Dicke und die Angst. Hörspiel von Rudolf Jakob Humm
- 1980: Schatten. Hörspiel von Walter Matthias Diggelmann
- 1980: En passant. Hörspiel von Raymond Queneau
- 1980: Häppi Änd. Hörspiel für eine Stimme von Markus Kägi
- 1981: Portrait von Beuz. Protokolle eines Mannes. Eine Textcollage von Heinz Wegmann
- 1981: Die Schlacht bei Pharsalos. Hörspiel nach dem Roman von Claude Simon
- 1981: Das Land südlich der Wolkenberge. Hörspiel von Anne Cuneo
- 1981: Fragen an Dorothee von Flüe. Hörspiel von Klara Obermüller[3]
- 1982: Wenn die Hähne krähen. Hörspiel von Werner Wiedenmeier; ausgezeichnet mit dem Ostschweizer Radiopreis
- 1982: Der Sprung ins Wasser. Hörspiel von Jürg Amann
- 1982: Der See am Morgen. Hörspiel von Gerold Späth; ausgezeichnet mit dem Hörspielpreis der Stiftung Radio Basel
- 1982: GRIP. Hörspiel von Hansjörg Schertenleib
- 1982: E Begägnig. Mundart-Hörspiel von Emil Zopfi
- 1983: Tartarin in den Alpen. Von Alphonse Daudet, Teil 1–3, Hörspielbearbeitung: René Scheibli
- 1983: Angenadelt. Hörspiel von Markus Imboden
- 1984: Der Senne muss scheiden, der Sommer ist hin. Hörspiel von Hans Suter[4]
- 1984: Hotel Venus. Hörspiel von Anne Cuneo
- 1984: In meinem Kopf schreit einer. Hörspiel von Hansjörg Schertenleib
- 1985: Folgen Sie mir, Madame. Hörspiel von Rainer Bressler
- 1985: Der Regenbogenwanderer. Hörspiel von Werner Wiedenmeier
- 1986: Die Einführung der Schiefertafeln an der Volksschule von Bärenwil. Hörspiel von Emil Zopfi
- 1986: Die grüen Linie. Hörspiel von Emil Zopfi
- 1987: Kunstbetrachtung. Hörspiel von Christa Wiedenmeier
- 1988: Waldjustiz. Hörspiel von Hans Suter
- 1989: Nächst der Sonne. Hörspiel von Rainer Bressler
- 1989: Regenfahrt. Hörspiel von Christa Wiedenmeier
- 1989: Modern Love. Hörspiel von Jan Krohn
- 1990: En Fähltritt. Hörspiel von Hans Suter
- 1991: Saxos Kinder. Hörspiel von Anne Cuneo
- 1991: Schwarze Schweiz. Hörspiel von Peter Höhner
- 1991: Tamilen nach Auschwitz. Hörspiel von Tim Krohn; ausgezeichnet mit dem Prix Onda
- 1992: Die Brücke ins Land der Toten Hörspiel von Emil Zopfi
- 1993: Gaukler der Nacht. Hörspiel von Rainer Bressler
- 1993: Schredder. Hörspiel von Hans Suter
- 1994: Vom Elend in den Chefetagen. Hörspiel von Beat Sterchi
- 1994: Iibruch. Hörspiel von Fritz Gafner[5]
- 1995: Juristisches Nachspiel. Hörspiel von Hans Peter Gansner
- 1995: Nel blú dipinto di blú oder: Zur frohen Aussicht. Hörspiel von Hans Peter Treichler
- 1996: Intänsiif-Stazioon. Hörspiel von Fritz Gafner
- 1996: Die Memoiren der Cäcilie Schlummberger, oder, Der Zweck heiligt die Mittel. Hörspiel von Alfred Bruggmann
- 1996: Ehrenrettung für zwei Verfehmte. Kurzhörspiel von Alfred Blatter
- 1996: Quizmaster privat. Kurzhörspiel von Alfred Blatter
- 1996: Alles, was ihr könnt, können wir besser. Hörspiel von Beat Hirt
- 1996: Dr Forschtinspäkter. Hörspiel in den Berner Umgangssprachen von Beat Sterchi; ausgezeichnet mit dem Hörspielpreis der Stiftung Radio Basel
- 1996: Das Versprechen. Krimi von Friedrich Dürrenmatt als szenische Lesung inszeniert
- 1997: Frieda Flachmann. Hörspiel von Eva Brunner
- 1998: Geliebter/Geliebte. Hörspiel von Rainer Bressler
- 1998: Naive in Evian. Hörspiel von Hans Peter Gansner[6]
- 1998: Es Stöck Läbeswäg. Hörspiel von Max Berner
- 1998: Der Heimwerker. Hörspiel von Peter Zeindler
- 1998–2004: Wöchentliche Kurzhörspiele – Memotreff. 250 Folgen von Hans Suter
- 2005: Das Versprechen, Requiem auf den Kriminalroman. Lesung mit verteilten Rollen. Texte von Friedrich Dürrenmatt. Sprecher: Franziskus Abgottspon, Franz Mattner, Rudolf Stalder u. a.

### Features und weitere Radiosendungen (Auswahl)
- 1983: Wo liegt Derborance? Produktion: Schweizer Radio DRS
- 1985: Die Meistersinger von Zürich. Produktion: Schweizer Radio DRS[7]
- 1986: Karrieren-Mitt’Schnitt. Produktion: Schweizer Radio DRS[8]
- 1986: Hindemiths Erben. Produktion: Schweizer Radio DRS
- 1987: Le Nozze di Figaro. Produktion: Schweizer Radio DRS[9]
- 1992: Volksbühne Zürich. Produktion: Schweizer Radio DRS[10]
- 1997: Kennen Sie Gudo? – Eine Klangskizze. Produktion: Schweizer Radio DRS[11]
- 1998: Cabarété über Igor Pahlen. Produktion: Schweizer Radio DRS[12]
- 2003: Talfahrten und Tatütata: Für ein Hörspiel Töne sammeln. Produktion: Schweizer Radio DRS
- 2009: «De Fritz» verzellt vom Walter Baumgartner. Produktion: Schweizer Radio DRS
- 2011: Sägs rächt! De Walter Baumgartner verzellt. Produktion: Schweizer Radio SRF[13]
- 2012: D Beatles verpasst! Sendungsporträt. Produktion: Schweizer Radio SRF
- 2016: Nelly Sachs – Die Suchende – Feature zum 125-jährigen Geburtstag. Autorin: Gabriele Fritsch-Vivié, Regie: Walter Baumgartner, Produktion: Mitteldeutscher Rundfunk MDR[14][15][16]
- 2017: «De Hanslimaa». Luusbuebegschichte von Walter Baumgartner. Produktion: Schweizer Radio SRF[17]

### Rollen (Auswahl)
- 1960: Mefisto. In: Urfaust Von Johann Wolfgang von Goethe, Regie: Baldur Seifert
- 1960: Clov. In: Endspiel. Von Samuel Beckett, Regie: Baldur Seifert
- 1960: Verschiedene Rollen. In: Einakter wie Die Sonate der drei Herren u. a. von Jean Tardieu, Regie: Horst Siede
- 1960: Shakespeare. In: Die schwarze Dame der Sonette. Von G. B. Shaw, Regie: Christhardt Burgmann[18]
- 1960: Kuli. In: Die Ausnahme und die Regel. Von Bertolt Brecht, Regie: Hansper Krüger
- 1960: Jimmy. In: Prärie-Saloon von Heinz Wunderlich, Regie: Johannes Erwin Backhaus
- 1960: Kapitän. In: Der Mensch, das Tier und die Tugend. Von Luigi Pirandello, Regie: Horst Siede
- 1960: Oberst. In: Draussen vor der Türm Von Wolfgang Borchert, Regie: Christhardt Burgmann
- 1966: Polizist. In: Mein Wintermärchen. Hörspiel von Wolfgang Altendorf. Regie: Hanns Korngiebel, RIAS.
- 1976: Sprecher. In: Fröiläin, zahle. Von Ernst Kappeler, Regie: Walter Wefel
- 1986: Doktor. In: Max Dätwyler, Friedensapostel oder Der lange Weg nach Genf. Hörspiel von Jürg Amann. Regie: Hans Jedlitschka
- 1994: Schulhausabwart. In Star-Klub, Hörspiel von Hans Suter. Regie: Barbara Schlumpf
- 1996: Polizist. In: Das Versprechen von Friedrich Dürrenmatt. Regie: ebendieser.[19]
- 2000: Lutz. In: Der Verdacht von Friedrich Dürrenmatt. Regie: Manfred Mixner.[20]
- 2014: König Gustav de Grächti. In: Der Froschkönig. Märlitheater Zürich, Regie: Beat Gärtner[21]

### Lesung
- 2024: Hans Jedlitschka, Wort-Schöpfungen. Gelesen von Margret Nonhoff und Walter Baumgartner, Jedlitschka-Gallery, Zürich, 13. Dezember 2024.

### Herausgeber
- 1997: Kohle, Strom und Schiene. Sechs Hörspiele und Features zur Geschichte der Eisenbahn in der Schweiz. 6 Tonband-Kompaktkassetten [MC]

### CDs
- Memo-Treff: 1998-2000. Von Hans Suter; Regie: Walter Baumgartner; Redaktion: Brigitt Flüeler, Schweizer Radio DRS
- Memo-Treff: 2000-2002. Von Hans Suter, Regie: Walter Baumgartner, Redaktion: Brigitt Flüeler, Produktion: Schweizer Radio DRS; 303840036X
- Brigitte Wullimann singt Texte von Walter Baumgartner. Kompositionen von Andreas Schaerer, Turicaphon 2011, AMC 9517519[22]

### Juror
- Pix Futura (ab 1984)
- Prix Europa, internationaler Medienpreis
- Prix Italia (1997)

## Auszeichnung
- 1983: Berner Radiopreis für das Feature «Wo liegt Derborance?»[23][24]